# Ichneumon adelungi
Ichneumon adelungi là một loài tò vò trong họ Ichneumonidae.